# Dia Mundial Contra a Censura Cibernética
O Dia Mundial Contra a Censura Cibernética é um evento online realizada todos os anos no dia 12 de março para conseguir apoio para uma internet sem restrições, acessível a todos e para chamar a atenção para as maneiras que os governos de todo o mundo estão censurando a liberdade de expressão online. O dia foi observado pela primeira vez em 12 de março de 2008 a pedido dos Repórteres Sem Fronteiras e da Anistia Internacional. Uma carta escrita por Jean-François Julliard, secretário-geral do Repórteres Sem Fronteiras, e Larry Cox, diretor executivo da Anistia Internacional, foi enviada aos diretores executivos do Google, Yahoo!, Inc. e Microsoft Corporation para solicitar a observação de o dia. O evento anual é simbolizado por um logotipo criado por Repórteres Sem Fronteiras consistindo em um mouse de computador se libertando de uma corrente.

## Lista de inimigos da Internet
Em conjunto com o Dia Mundial Contra a Censura Cibernética, a Repórteres Sem Fronteiras atualiza suas listas de Inimigos da Internet e Países sob Vigilância. Em 2006, a Reporters sans frontières (RSF), uma organização não-governamental internacional com sede em Paris que defende a liberdade de imprensa, começou a publicar uma lista de "Inimigos da Internet".  A organização classifica um país como inimigo da internet porque "todos esses países se destacam não apenas por sua capacidade de censurar notícias e informações on-line, mas também por sua repressão quase sistemática aos usuários da Internet". Em 2007, uma segunda lista de países "Sob Vigilância" (originalmente "Sob Vigilância") foi adicionada.